# Diocèse de Banja Luka
Le diocèse de Banja Luka (en latin : Dioecesis Bania Lucensisis) est un diocèse aux rites latins de l'Église catholique romaine situé au nord de la Bosnie-Herzégovine. Le siège du diocèse est situé dans la ville de Banja Luka.
Érigé, le 5 juillet 1881, le diocèse est le suffragant de l'archidiocèse de Vrhbosna, comme diocèse de Banjaluka. En 1985, le nom du diocèse est coupé pour devenir actuellement le diocèse de Banja Luka.
La cathédrale Saint-Bonaventure de Banja Luka est le siège du diocèse, elle a été construite en 1887. Toutefois, un tremblement de terre en 1969 a complètement rasé l'église. La cathédrale actuelle a été reconstruite en 1974. C'est actuellement Željko Majić qui est l'évêque désigné du diocèse.

## Le diocèse durant la guerre
La ville de Banja Luka et la plupart du territoire couvert par le diocèse est peuplé par une majorité de Serbe orthodoxes. La Guerre de Bosnie-Herzégovine a grandement affecté le diocèse, presque toutes ses églises ont été endommagées. De nombreux Croates ont été expulsés de la région ou se sont enfuis, laissant seulement une fraction de la population catholique original. Franjo Komarica a exhorté les gens à revenir, avec des résultats mitigés.

## Évêques
- Mariano Markovic, O.F.M. † (nommé le 27 mars 1884 - mort le 20 juin 1912)
- Giuseppe Stefano Garic, O.F.M. † (nommé le 14 décembre 1912 - mort le 30 juin 1946)
- Carlo Celik † (nommé le 15 décembre 1951 - mort le 11 août 1958)
- Alfred Pichler † (nommé le 22 juillet 1959 - retiré le 15 mai 1989)
- Franjo Komarica (né en 1946, nommé le 15 mai 1989 - retiré 8 décembre 2023)
- Željko Majić (né en 1963, nommé le 8 décembre 2023)